# Монх-Оргіл Орхон
Монх-Оргіл Орхон (монг. Орхоны Мөнх-Оргил; нар. 30 січня 1999) — монгольський футболіст, який грає на позиції захисника в клубі «Дерен» і національній збірній Монголії.

## Клубна кар'єра
Монх-Оргіл Орхон розпочав виступи в дорослому футболі з 2015 року в складі команди «Дерен», у складі якої проводить усю кар'єру футболіста. У складі команди кілька разів ставав призером чемпіонату Монголії.

## Виступи за збірну
У 2017 році Монх-Оргіл Орхон грав у складі молодіжної збірної Монголії. у цьому ж році футболіст дебютував у сскладі національної збірної Монголії. У 2023 році Монх-Оргіл у складі олімпійського варіанту збірної брав участь у футбольному турнірі Азійських ігор 2022 року. Загалом на початок 2024 року футболіст зіграв у складі національної збірної 22 матчі, в яких відзначився 1 забитим м'ячем.